# The Bay of Silence
The Bay of Silence  é um filme de suspense britânico-holandês de 2020, dirigido por Paula van der Oest a partir de um roteiro de Caroline Goodall, e baseado no romance homônimo de 1986 de Lisa St Aubin de Terán. O título do filme é baseado  em uma praia italiana, Baia del Silenzio, lugar paradisíaco na Itália, em que a história começa. É estrelado por Claes Bang, Olga Kurylenko, Alice Krige, Assaad Bouab e Brian Cox.

## Sinopse
Will acredita que sua esposa Rosalind é inocente da suspeita de assassinato de seu filho, apenas para descobrir a verdade devastadora por trás do passado sombrio da esposa, que a liga a outro crime não resolvido.

## Elenco
| Ator             | Personagem        | Detalhes |
| ---------------- | ----------------- | -------- |
| Claes Bang       | Will Walsh        |          |
| Olga Kurylenko   | Rosalind Palliser |          |
| Brian Cox        | Milton Hunter     |          |
| Alice Krige      | Vivian Palliser   |          |
| Assaâd Bouab     | Pierre Laurent    |          |
| Caroline Goodall | Márcia            |          |
| Duncan Duff      | Curador           |          |

## Produção
Em abril de 2018, foi anunciado que Claes Bang, Olga Kurylenko e Brian Cox se juntaram ao elenco do filme, com Paula van der Oest dirigindo o roteiro de Caroline Goodall, baseado no romance homônimo de Lisa St Aubin de Terán. As filmagens principais começaram em julho de 2018, em Newcastle upon Tyne, na Inglaterra.

## Lançamento
Em fevereiro de 2020, a Vertical Entertainment adquiriu os direitos de distribuição do filme nos Estados Unidos e a Signature Entertainment no Reino Unido, Austrália e Nova Zelândia. O filme estreou em 25 de julho de 2020 no Festival Internacional de Cinema de Xangai. O filme foi lançado em 14 de agosto de 2020 em cinemas virtuais e VOD nos Estados Unidos e Canadá, e também estreou em cinemas americanos selecionados. Será lançado em DVD e download digital no Reino Unido em 28 de setembro de 2020.

### Recepção
The Bay of Silence recebeu críticas geralmente negativas. Em outubro de 2021, 52% das 31 avaliações compiladas no Rotten Tomatoes eram positivas, com uma nota média de 5,4/10. O consenso crítico do site diz: "As atuações comprometidas de A Baía do Silêncio podem ser suficientes para os fãs de suspense, mas seu enredo repleto de reviravoltas resulta em um filme confuso."